# أليساندرو موسوليني
أليساندرو موسوليني (بالإيطالية: Alessandro Mussolini)‏ (11 نوفمبر 1854 19 نوفمبر 1910) هو والد القائد الإيطالي الفاشي بينيتو موسوليني. كان ناشطاً اشتراكيًا ثوريًا يتعاطف مع القومية الإيطالية. كان موسوليني حداداً وتزوج من معلمة تدعى روزا مالتوني. كان لآراءه السياسية أثر كبير على حياة ابنه في البداية، حتى أنه أسماه بينيتو تيمناً بالرئيس المكسيكي بينيتو خواريز.

## الحياة الشخصية
في 25 يناير 1882 تزوج موسوليني من معلمة رومانية كاثوليكية تدعى روزا مالتوني. ولكنه كان ملحداً وكره الكنيسة الرومانية الكاثوليكية. لم يوافق والد مالتوني على قرارها بالزواج منه.
في 1883 أنجبت مالتوني ابنهما الأول بينيتو موسوليني. ساعد بينيتو والده في أعمال الصياغة حيث عمل هناك حداداً. كانت علاقة موسوليني بابنه قريبة فعلم ابنه عن القادة الثوريين الذين قدرهم مثل كارل ماركس.
عانى موسوليني العديد من المشاكل الشخصية. فواجه صعوبة في إيجاد عمل له وأصبح كحولياً.

## النشاط السياسي
دخل موسوليني السياسة عام 1873 في سن التاسعة عشر كمناضل اشتراكي ثوري. في عام 1874 شارك في الاضطرابات السياسية في بريدابيو.أصبح موسوليني عضواً في الحكومة المحلية وكان معروفا من قبل السلطات للجدل والعنف السياسي ضد المعارضين. كان موسوليني سيئ المزاج تجاه خصومه وفي عام 1878، حذرت الشرطة موسوليني بالكف عن تهديد خصومه بتدمير ممتلكاتهم. اعتقل عام 1878 للاشتباه في مشاركته في أنشطة ثورية وظل رهن الإقامة الجبرية حتى أفرجت عنه السلطات عام 1882 ليتمكن من حضور زواجه من روزا مالتوني.
اعتقد موسوليني أن الحكومة يجب أن تتحكم في نمط الإنتاج، وأن ظروف العمل بحاجة إلى التحسين، ودَعَمَ إنشاء مجتمع تديره الطبقة العاملة.